# Maximilian Arnold
Maximilian Arnold (Riesa, el 27 de maig de 1994) és un futbolista alemany que juga com migcampista al VfL Wolfsburg, club del qual és capità. Ha estat internacional amb la selecció alemanya.
Format al planter del Wolfsburg, Arnold fou el debutant més jove del club el 2011 i des de llavors ha fet més de 300 aparicions a la lliga amb el club.